# Martine Vega
Libertad Granja Vega / Martine Vega est née le 30 avril 1915 à Sopuerta (Espagne) et décédée le 12 octobre 1974 à Albi (Tarn, France) à l’âge de 59 ans à la suite d'un cancer. C'est une peintre espagnole contemporaine connue pour son style inspiré du fauvisme qui lui vaut le surnom de « Dompteuse de couleurs ».

## Biographie

### Débuts en Espagne
Martine Vega (Libertad Granja Vega de son vrai nom) est née à Sopuerta, dans le Pays Basque espagnol, dans la province de Vizcaya le 30 avril 1915. Fille d’Amaro Granja, chef de chantier et de Etelvina Vega, elle va choisir, plus tard, pour son nom d’artiste, le nom de sa mère.

### Débuts en France
Elle épouse Francisco Bajén en 1937 à Barcelone. En 1939, à la suite de la guerre civile, ils s’exilent en France et arrivent à Dourgne (Tarn, France), le 30 janvier 1939.
La nomination de F. Bajén à un emploi au Saut du Tarn les font déménager à Saint-Juéry en octobre 1939. C’est là que Martine Vega assiste au début artistique de son époux, soutenu et encouragé par un groupe d’amis. Femme au foyer, elle s’occupe de leur maison située au 9 avenue Jean-Jaurès à Saint-Juéry, et va restaurer les meubles et objets qu’elle se procure.
Elle confectionne ses vêtements et pour mieux réussir en couture, elle suit, par correspondance, les cours à l’Institut Lyonnais de Coupe et Couture. Elle envoie à l’institut son cahier de cours et la miniature qu’elle a réalisée, et obtient le 30 septembre 1942 le Diplôme de l’Institut Lyonnais avec la mention Bien.

### Débuts artistiques
C’est à Saint-Juéry qu’elle commence à peindre en cachette sur des objets divers : tuiles, cailloux, bois etc. vers 1950. Le couple demeure à Saint-Juéry jusqu’en 1958, année où ils déménagent Albi pour s’installer au 4 rue Puech Bérenguier. Son mari découvrant son talent l’encourage sur la voie artistique. Elle développe alors son œuvre pendant une quinzaine d’années.
Martine Vega avait pour projet la création d’un musée pour exposer les peintures de son époux. Alors qu’elle visite la Chapelle Saint-Jacques de Monestiés, elle est séduite par le charme du village. En 1967, Henri Terruel, un brocanteur carmausin chez qui elle a l’habitude de chiner, lui propose de visiter sa propriété dans le village : un hôtel particulier du XVe siècle. Martine Vega en tombe amoureuse et elle l’acquiert pour y installer l’atelier de peinture de son mari et à terme ouvrir un musée. Malheureusement, en octobre 1974, elle décède d’une maladie à l’âge de 59 ans sans voir son rêve se réaliser.
Elle est actuellement enterrée au cimetière de Saint-Juéry aux côtés de son père et de son frère.
Sous l’impulsion de plusieurs personnalités, le musée Bajén-Vega voit le jour le 3 juillet 1999 à Monestiés.

## Œuvre
Dès ses débuts artistiques, Martine Vega offre un ensemble riche par la variété des sujets.
Sur les tuiles qu’elle a peintes on retrouve des scènes religieuses et de la vie courante comme Christ et descente de croix (musée Bajén-Vega de Monestiés, Tarn, France) ou bien Plage naturiste (musée Bajén-Vega de Monestiés, Tarn, France).
Les couleurs sont appliquées franches sans mélanges. Elle emprunte des codes au fauvisme par des touches de pinceau vives et marquées. Les couleurs sont posées par taches ou en aplats sans chercher le réalisme. On parle alors de couleurs pures. Il n’y a pas de nuance, ni de recherche de dégradés.
Un cerne noir encercle les éléments principaux de ses toiles et renforce la structure du tableau comme dans le Triptyque de la vie de la Vierge. Martine Vega joue dans ses tableaux des contrastes décalés entre le noir qui cerne les figures et le blanc qui installe le paysage. Elle joue avec la perspective en étalant ses personnages sur plusieurs niveaux.
Chez Vega, l’anatomie est exacerbée avec des cous longs, de grands yeux séparés par un long nez d’où partent des sourcils épais. La peau est plutôt foncée rappelant la couleur de peau ibérique. De manière générale, les personnages évoquent des personnes hispaniques. Certaines figurent évoquent les personnages de Paul Gauguin comme par exemple Tehamana a de nombreux parents ou Les ancêtres de Tehamana (Merahi metua no Tehamana) (1893, Art Institute of Chicago, Chicago, Illinois, États-Unis). Comme chez son époux, les yeux sont souvent clos ou mi-clos.
Elle emprunte des codes aux courants des expressionnistes par la déformation de la ligne, une simplification radicale des détails, des couleurs agressives et une réinterprétation de la notion de beauté.

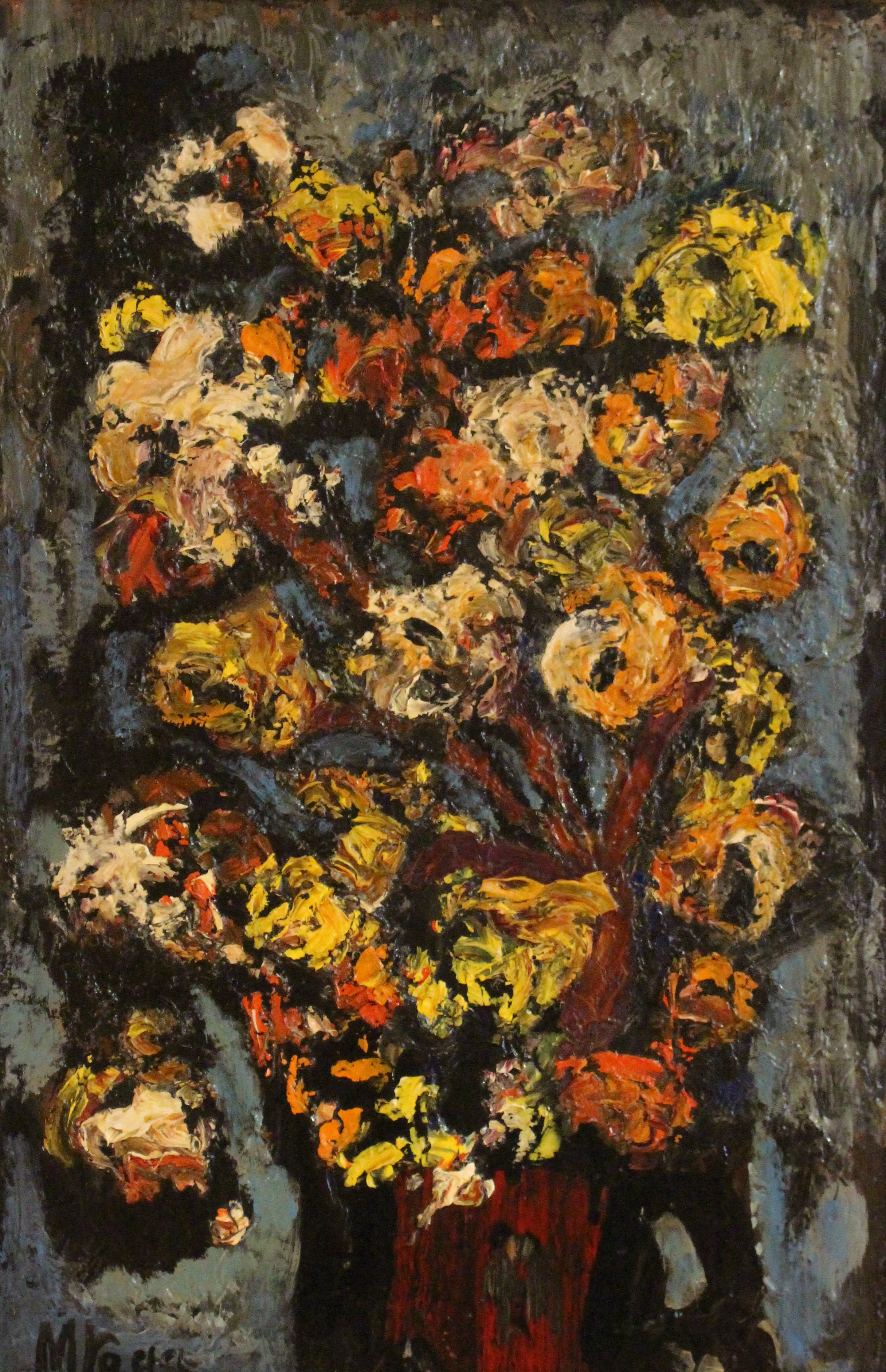
Martine Vega, Bouquet de fleurs, 1966, musée Bajén-Vega, Monestiés, Tarn, France, ©Mairie de Monestiés.

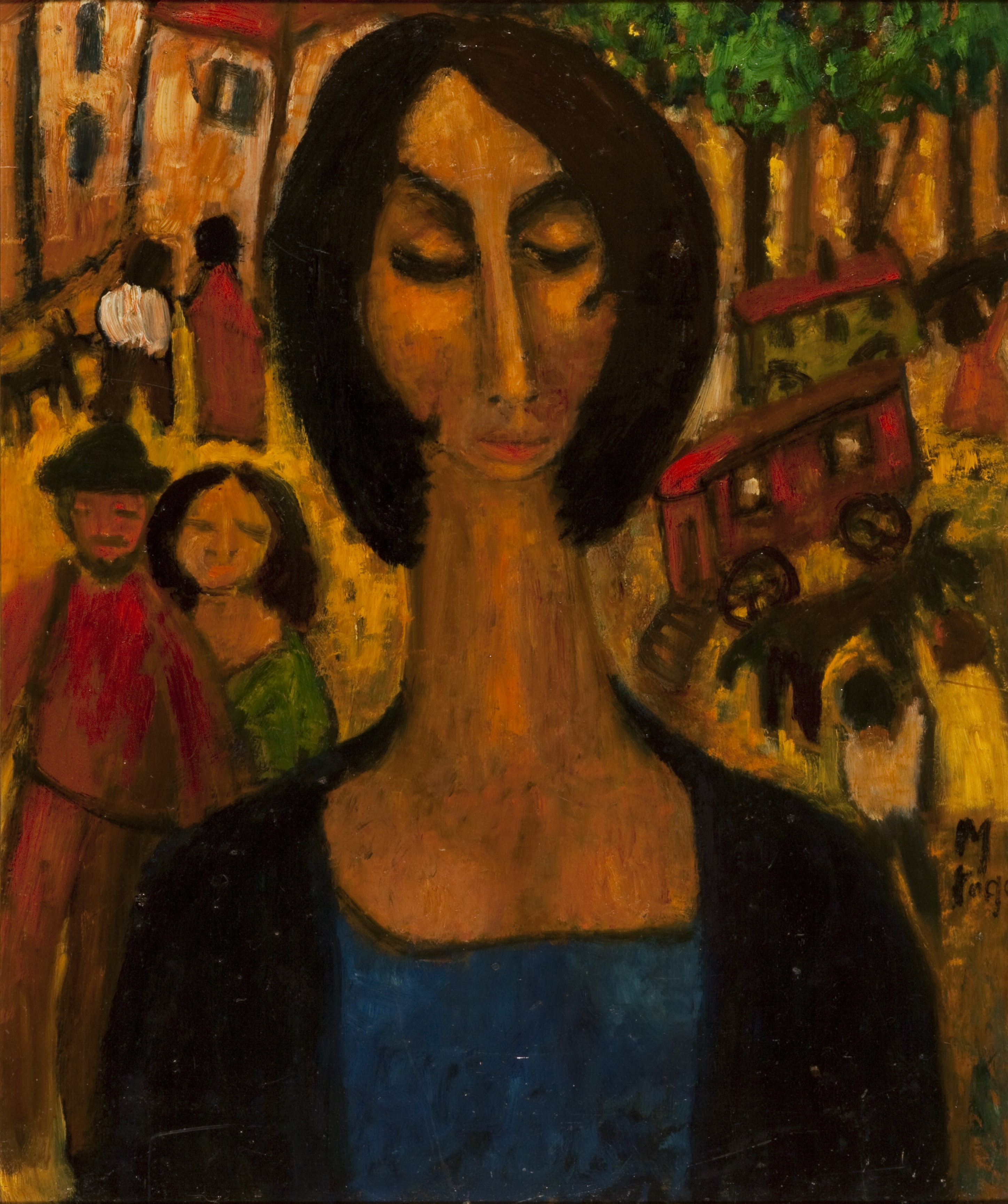
Martine Vega, Gitane, 1969, musée Bajén-Vega, Monestiés, Tarn, France, ©Mairie de Monestiés

Les fleurs, comme les anémones et les tournesols, sont un thème cher à l’artiste, lui permettant de jouer avec une large gamme de couleurs comme dans Bouquet de fleurs (1966, musée Bajén-Vega, Monestiés, Tarn, France).
Elle a aussi représenté la communauté gitane, notamment avec le tableau Gitane (1969, Musée Bajén-Vega). Peut-être, dans sa jeunesse, a-t-elle côtoyé cette communauté en Espagne.
Les travaux agricoles constituent un autre thème de prédilection, comme les scènes champêtres et bucoliques. La nature et la terre nourricière sont des sujets très présents, notamment sa série Moissons dont la palette chromatique est très chaude : prédominance du jaune presque or, du rouge, de l’ocre.

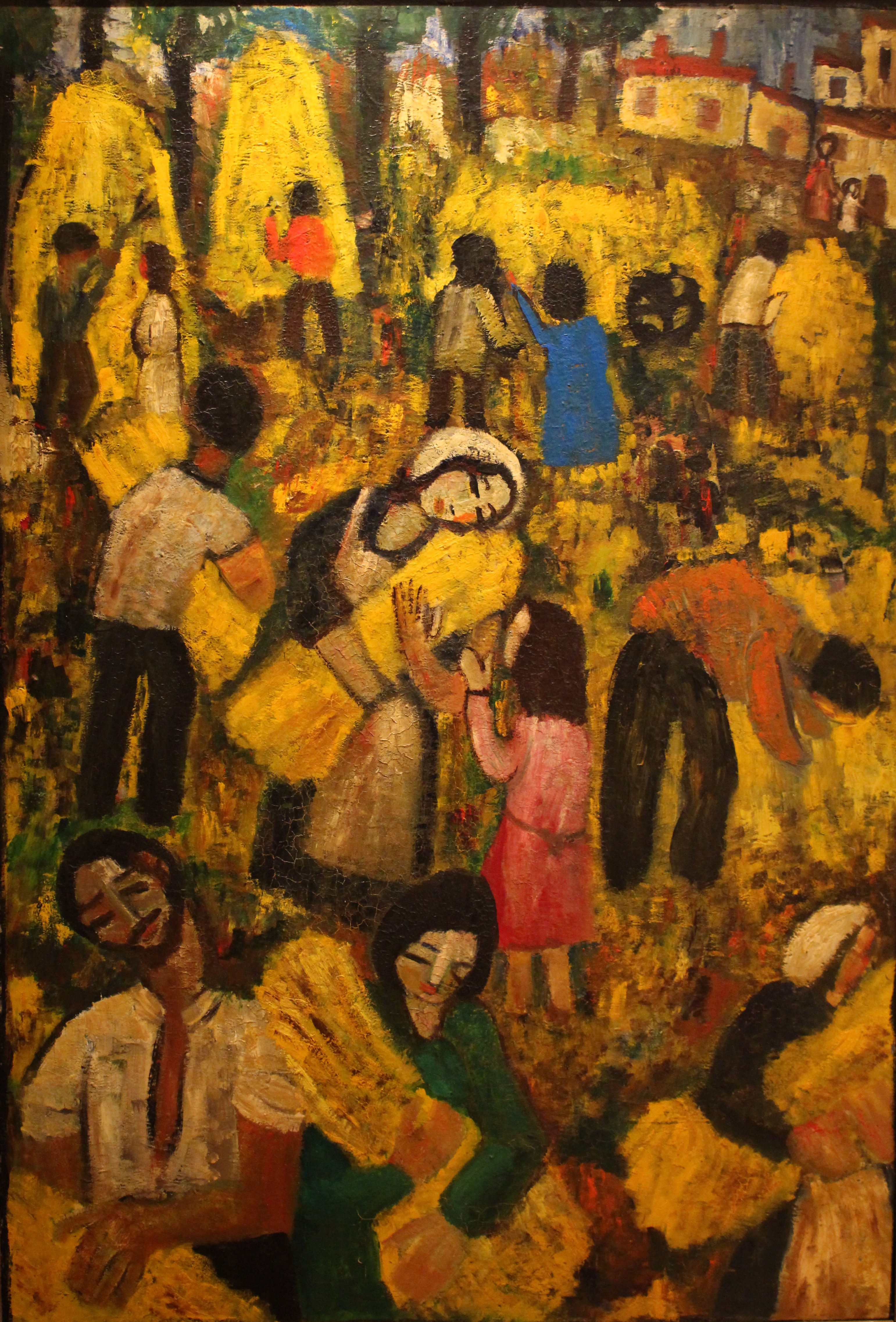
Martine Vega, Grande Moisson, 1965, musée Bajén-Vega, Monestiés, Tarn, France, ©Mairie de Monestiés

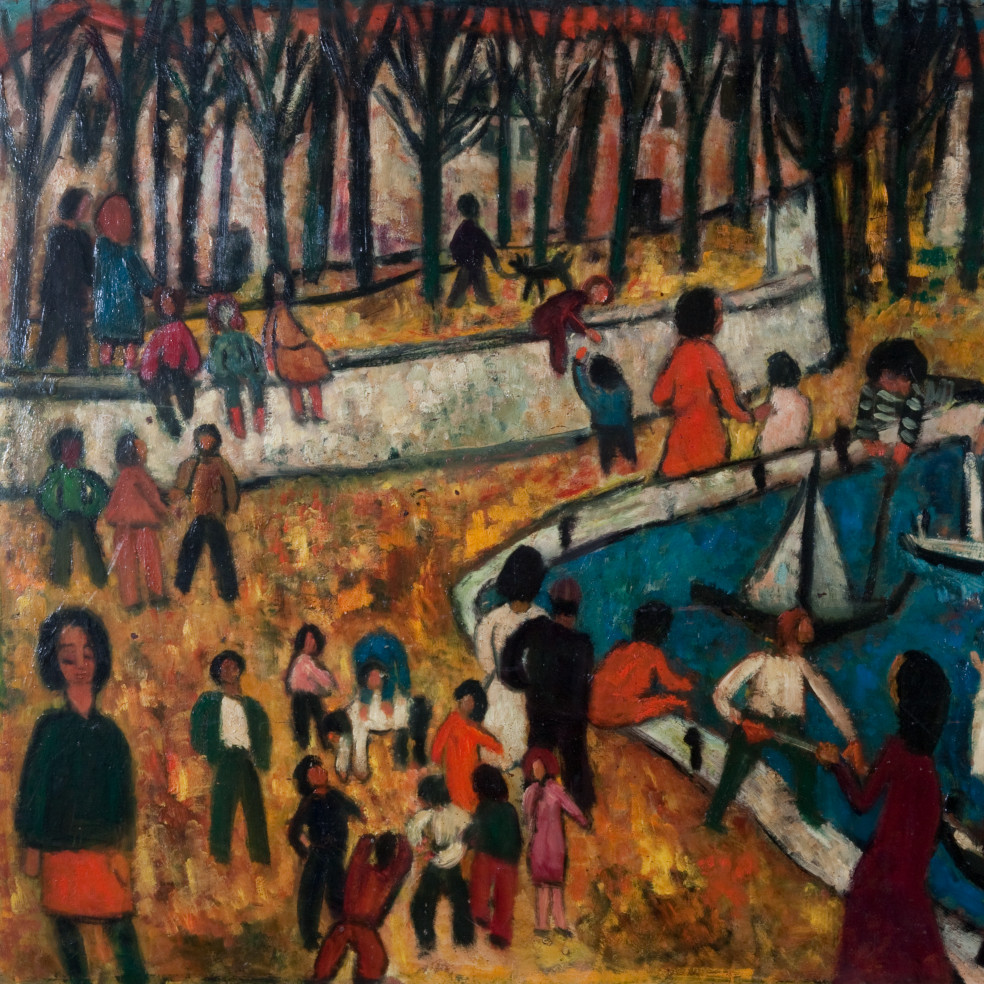
Martine Vega, Jardin d'enfants, 1964, musée Bajén-Vega, Monestiés, Tarn, France ©Mairie de Monestiés

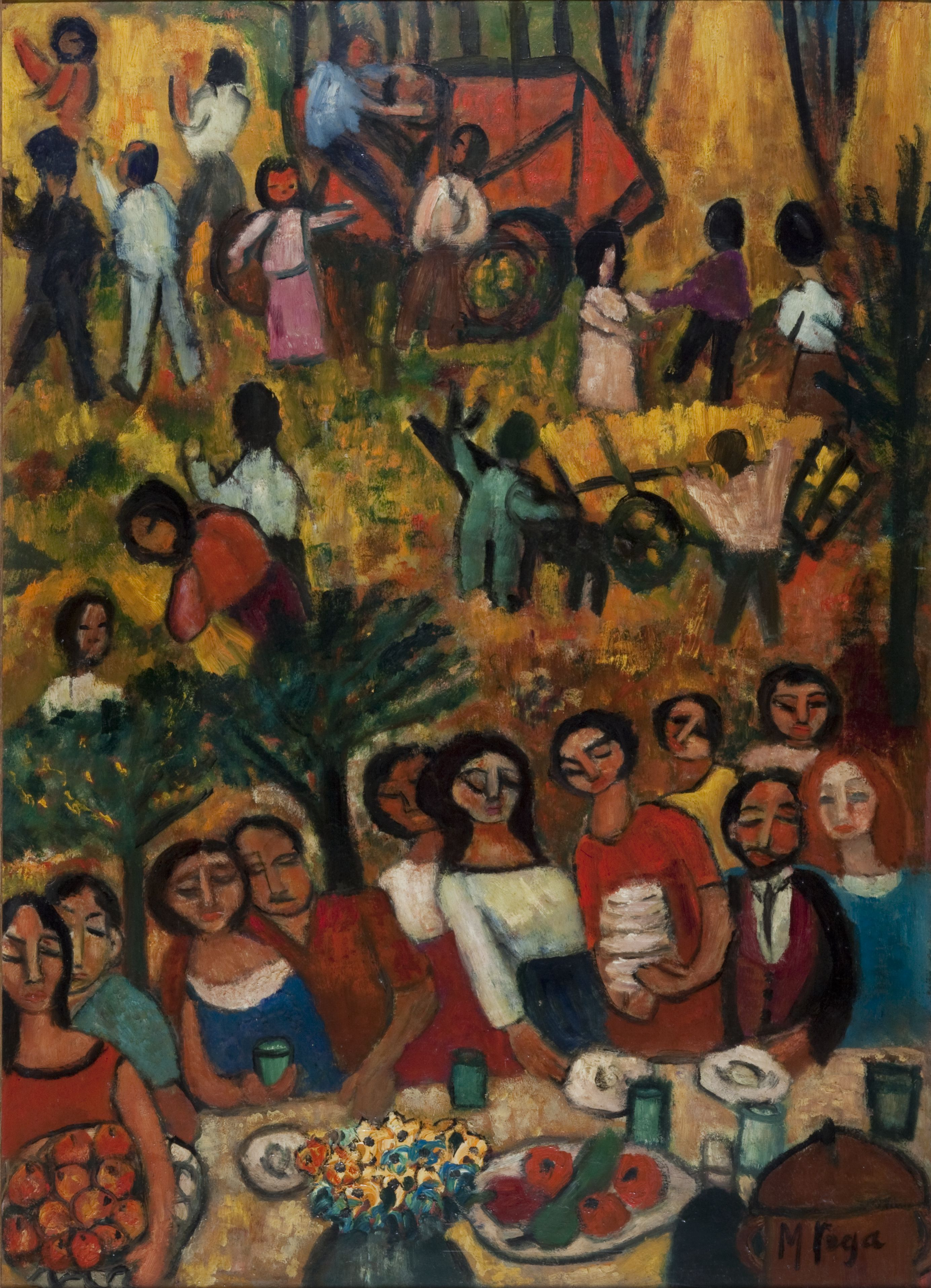
Martine Vega, Repas des Moissonneurs, 1968, musée Bajén-Vega, Monestiés, Tarn, France ©Mairie de Monestiés

Elle représente également des scènes du quotidien, tels Jardin d’enfants (1964, Musée Bajén-Vega) ou La barque (1971, Musée Bajén-Vega).    

## Notoriété
D'après René Rouquier : « Faire des phrases sur la peinture de Martine Vega, c’est poser un vernis opaque sur la lumière. Cette peinture est d'une invention, d’une fraîcheur, d’un jaillissement qui ne permettent pas qu’entre elle et nous s’interpose l’écran de la critique. Autant demander à l’eau de la source si elle est faite pour boire ».
Elle expose de manière permanente à la galerie Drouant depuis sa nomination au prix national « Signatures » et au Grand Prix de la côte d’Azur.

## Expositions notables
- 1963 : Peintures récentes, Galerie Pierre Jalby, Albi, Tarn, France[7].
- 1968 : Vega, Galerie Pierre Jalby, Albi, Tarn, France[8].
- 1968 :
  - exposition des peintures primées ou sélectionnées pour les « Prix Signatures », galerie du Val-de-Seine de l’hôtel de la Marine, Caudebec-en-Caux, Seine-Maritime, France[9].
  - exposition des artistes du groupe Signatures, Palais de la Berbie, Musée Toulouse-Lautrec, Albi, Tarn, France[10].
- 1969 : Peintres de l’Albigeois, Galerie Pierre Jalby, Albi, Tarn, France[11].
- 1982 : Les peintres d’Albi, Galerie Dany Malet, Toulouse, Haute-Garonne, France[12],[13].
- 1990 : Rétrospective à la Banque Populaire, Albi, Tarn, France[14].
- 1992 : exposition au centre national du musée Jean Jaurès, Castres, Tarn, France[15],[16],[17].
- 1997 : L’art présent d’Antonio Alos, Centre culturel de Carmaux, Carmaux, Tarn, France[18],[19].
- 2005 : Autour de Marie, Musée Bajén-Vega, Monestiés, Tarn, France[20].
- 2006 : exposition Martine Vega dans les collections privées, Musée Bajén-Vega, Monestiés, Tarn, France[21],[22].
- 2006-2007 : Artistes espagnols de l’exil républicain, Moulins de l’Albigeois, Albi, Tarn, France[23].
- 2010 : Toulouse et les artistes espagnols de l’exil, Musée des Jacobins, Toulouse, Haute-Garonne, France[24],[25].
- 2015 :
  - Hommage à Francisco Bajén, Moulins de l’Albigeois, Albi, Tarn, France, par l’Association des amis de Martine Vega et Francisco Bajén[25].
  - Bajén-Vega, Musée Municipal Urbain Cabrol, Villefranche de Rouergue, Aveyron, France[26].
  - Martine Vega et les peintres de Bilbao, Espace Jules Cavaillès, Maison de la Citoyenneté, Carmaux, Tarn, France[27].
- 2016 : Martine Vega et les peintures basques, Espace Jules Cavaillès, Maison de la Citoyenneté, Carmaux, Tarn, France[28],[29].
- 2018 :
  - Martine Vega et les peintres de Bilbao, Espace Jules Cavaillès, Maison de la Citoyenneté, Carmaux, Tarn, France[30].
  - Quatre artistes de Bilbao, Espace Jules Cavaillès, Maison de la Citoyenneté, Carmaux, Tarn, France[31].
  -  : Œuvres des collections privées, Hôtel Rochegude, Albi, Tarn, France, par l’Association des amis de Martine Vega et Francisco Bajén[32],[33],[34].
- 2019 : exposition estivale à Dourgne, Tarn, France, où Martine Vega était l’invitée d’honneur[35].